# Лондонская глина

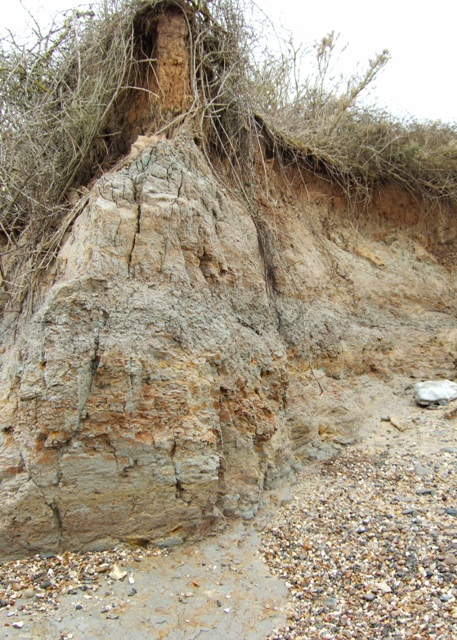
Разрушение лондонских глинистых скал, Нейз.

Лондонская глина или Лондонская глинистая формация -  морское геологическое образование ипрского яруса (раннеэоценовая эпоха, около 56–49 миллионов лет назад), которое обнажается на юго-востоке Англии. Лондонская глина хорошо известна своими ископаемыми живых организмов . Окаменелости из пород нижнего эоцена ипрского яруса указывают на умеренно теплый климат, тропическую или субтропическую флору, существовавшую в прошлом. Хотя уровень моря изменился во время отложения глины, среда обитания ранее, как правило, представляла собой пышный лес — возможно, как в Индонезии или Восточной Африке сегодня — граничащий с теплым мелководным океаном.
Лондонская глина представляет собой твердую, плотную, голубоватую глину, которая становится коричневой при выветривании и окислении. В глинистых слоях часто встречаются желваковые глыбы пирита. Пирит образовался в результате деятельности микробов (сульфатредуцирующих бактерий) во время осаждения глины. Как только глина подвергается воздействию кислорода воздуха, фрамбоидальный пирит с большой удельной поверхностью быстро окисляется. При окислении пирита образуется нерастворимый бурый оксигидроксид железа (FeOOH) и серная кислота, что приводит к образованию относительно растворимого гипса (CaSO 4 ·2H 2 O, дигидрат сульфата кальция). Этот последний более растворим и подвижен, чем оксиды железа, и может в дальнейшем перекристаллизовываться с образованием более крупных кристаллов, иногда называемых селенитом (прибывающим с Луны, но не связанным с Селеном, хотя этимология та же) или «водными камнями».
Также распространены большие септариевые конкреции, образованные микробной активностью (окисление органического вещества) на древнем морском дне во время раннего диагенеза глины. Они использовались в прошлом для производства цемента. Когда-то они были выкопаны для этой цели в местечке Шеппи, недалеко от Ситтингборна, и в Харвиче, а также вырыты драгами у побережья Гэмпшира. Глина до сих пор используется в коммерческих целях для изготовления кирпичей, плитки и грубой керамики в таких местах, как Мишельмерш в Гэмпшире.

## Распространение и геология

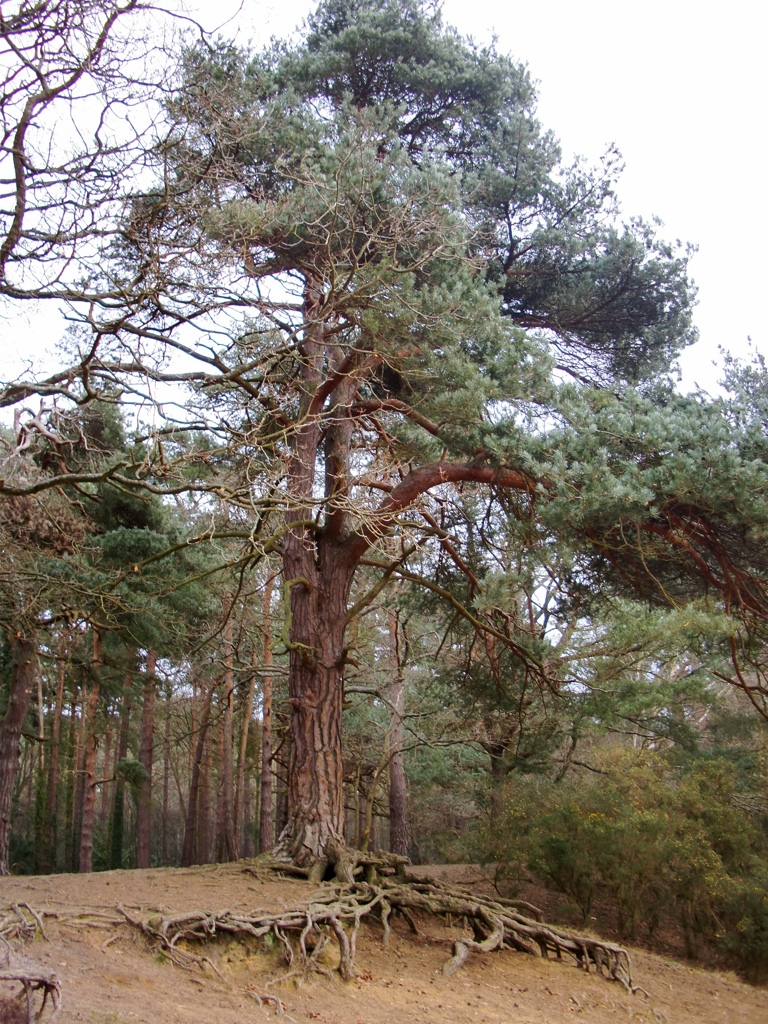
Оксшотт-Хит, где вышележащие слои песка и лондонской глины обнажаются в виде песчаного откоса.

Лондонская глина хорошо "развита" в Лондонском бассейне, где она "утончается" на запад примерно от 150 метров (492 футов) в Эссексе и северном Кенте до примерно 4,6 метра (15 фута) в Уилтшире. В Эссексе и северном Кенте глина не часто обнажается, так как в значительной степени перекрыта более поздними неогеновыми отложениями и отложениями плейстоценового гравия. Одним из мест, представляющих особый интерес, является Оксшотт-Хит, где вышележащие слои песка и лондонской глины обнажаются в виде песчаного откоса, возвышающегося примерно на 25 метров (82 футов). Это поддерживало процветание кирпичной промышленности в этом районе до 1960-х годов. Лондонская глина также хорошо развита в бассейне Хэмпшир, где обнажение 91 метр (299 фут) толщиной происходит в заливе Уайтклифф на острове Уайт и составляет около 101 метр (331 фут) простирается на 6 километров (4 миль) береговой полосы в Богнор-Реджисе, Западный Суссекс.
Глина откладывалась в море на глубине до 200 метров (660 футов) глубоко в восточной части. Было обнаружено до пяти циклов отложений (представляющих трансгрессию с последующим обмелением моря), наиболее заметно на более мелководной западной оконечности. Каждый цикл начинается с более грубого материала (иногда с округлой кремневой галькой), за которым следует глина, которая становится все более песчаной. Последние отложения заканчиваются так называемыми "Claygate Beds" (пылеватые супеси с низкой водопроницаемостью).

### Пласты Клэйгейт (пылеватые супеси с низкой водопроницаемостью)
Самая молодая часть лондонской глины, известная как пласты Клэйгейт, образует переход между собственно Лондонской глиной и более песчаными пластами Бэгшот выше. Это показано на многих геологических картах и пласты Клэйгейт часто "закрывают холмы". Например в Клейгейте, графство Суррей толщина Клэйгейта достигает 15 метров (49 футов) на холме. Такое положение вещей в настоящее время считается диахронией, то есть Клейгейт не имеет того же возраста, что и окружающие его пласты.

## Проблемы строительства на Лондонских глинах
Наличие толстого слоя лондонской глины под самим Лондоном, обеспечивающего мягкую, но стабильную среду для прокладки туннелей, сыграло важную роль в раннем развитии лондонского метро, хотя это также является причиной того, что в Лондоне не было небоскребов, по крайней мере, в той же степени, что и во многих других городах мира. Возведение высотных зданий в Лондоне требовало очень глубоких, больших и дорогостоящих свайных фундаментов. Это изменилось в последние десятилетия из-за разработки «погружных свай». Небоскребы Лондона плавают на плотах, замурованных в глину.
Лондонская глина очень восприимчива к объемным изменениям в зависимости от содержания влаги. В исключительно засушливые периоды или когда влага извлекается за счет деятельности корней деревьев, глина может высыхать и уменьшаться в объеме и, наоборот, снова набухать, когда содержание влаги восстанавливается. Это может привести ко многим проблемам вблизи поверхности земли, включая структурное движение и разрушение зданий, трещины в канализационных и инженерных трубах/воздуховодах, а также к неровным и поврежденным дорожным покрытиям и тротуарам. В периоды засушливой погоды, в частности, в 1976/77 и 1988/92 годах такой ущерб признавался страховым случаем. В результате страховые компании увеличили стоимость страховых взносов для зданий, расположенных в наиболее уязвимых районах, где глина находится близко к поверхности.
Лондонская глина также используется для облицовки брошенных карьеров. Это связано с тем, что старые каменоломни обычно заполняются отходами, а облицовка их лондонской глиной (которая практически непроницаема) предотвращает попадание отходов и опасных веществ в грунтовые воды.

### Туннели в лондонской глине
Лондонская глина является идеальной средой для бурения туннелей, что является одной из причин, по которой сеть железных дорог лондонского метро очень быстро расширилась к северу от Темзы. Однако к югу от Темзы пласт на уровне линий метрополитена состоит из водоносного песка и гравия (непригодных для прокладки туннелей), а лондонская глина расположена ниже, и поэтому к югу от Темзы метро слаборазвито. Лондонская глина имеет хорошее сцепление, и вследствие этого у строителей есть достаточно времени для установки обделки. Глина также почти водонепроницаема, в результате чего грунтовые воды практически не просачиваются в туннель. Глина чрезмерно консолидирована, подвергалась давлению вскрышных пород, более высокому, чем сегодня, и вследствие этого расширяется при выемке грунта, постепенно (в отличие от нормально-консолидированных глин) нагружая опору. Нет необходимости прижимать грунт из-за того, что вес вынутого грунта больше, чем вес пригруза.

## Использование
Из-за своей непроницаемости, особенно при вспашке, лондонская глина не пригодна в сельском хозяйстве.  В Миддлсексе вспашка лондонской глинистой земли исторически называлась «вспахиванием яда». 
На глине не любили строить дома, хотя неизбежно большая часть Большого Лондона построена на ней. Джейн Эллен Пантон в своей книге «Пригородные резиденции и как их обойти» (1896 г.) отмечает: «Я не верю, что глина подходит или даже может быть подходящей для того, чтобы на ней кто-то жил… хотя розы цвели великолепно, дети этого не делали [то есть дети росли слабыми], и кашель и простуда [длились всю осень и зиму, это в Шортлендсе ]».
Многие лондонские здания в конечном итоге были построены из лондонской глины. При обжиге и сжатии лондонская глина может быть превращена в кирпич, известный как лондонский кирпич, который можно узнать по желтовато-коричневому оттенку.

## Ископаемая флора и фауна
Окаменелости растений, особенно семена и плоды, встречаются в изобилии и собирались в лондонской глине почти 300 лет. Было обнаружено около 350 названных видов растений, что делает флору лондонской глины одной из самых разнообразных в мире по ископаемым семенам и плодам. Флора включает виды растений, встречающиеся сегодня в тропических лесах Азии, и демонстрирует гораздо более теплый климат эпохи эоцена, с такими растениями, как нипа (пальмы нипах) и другие пальмы.
Известные береговые обнажения, из которых можно собрать окаменелости, находятся на острове Шеппи в Кенте и Уолтон-он-те-Нейз, Эссексе в Лондонском бассейне и Богнор-Реджисе в бассейне Хэмпшира.

## Окаменелости плодов и семян лондонской глины с острова Шеппи

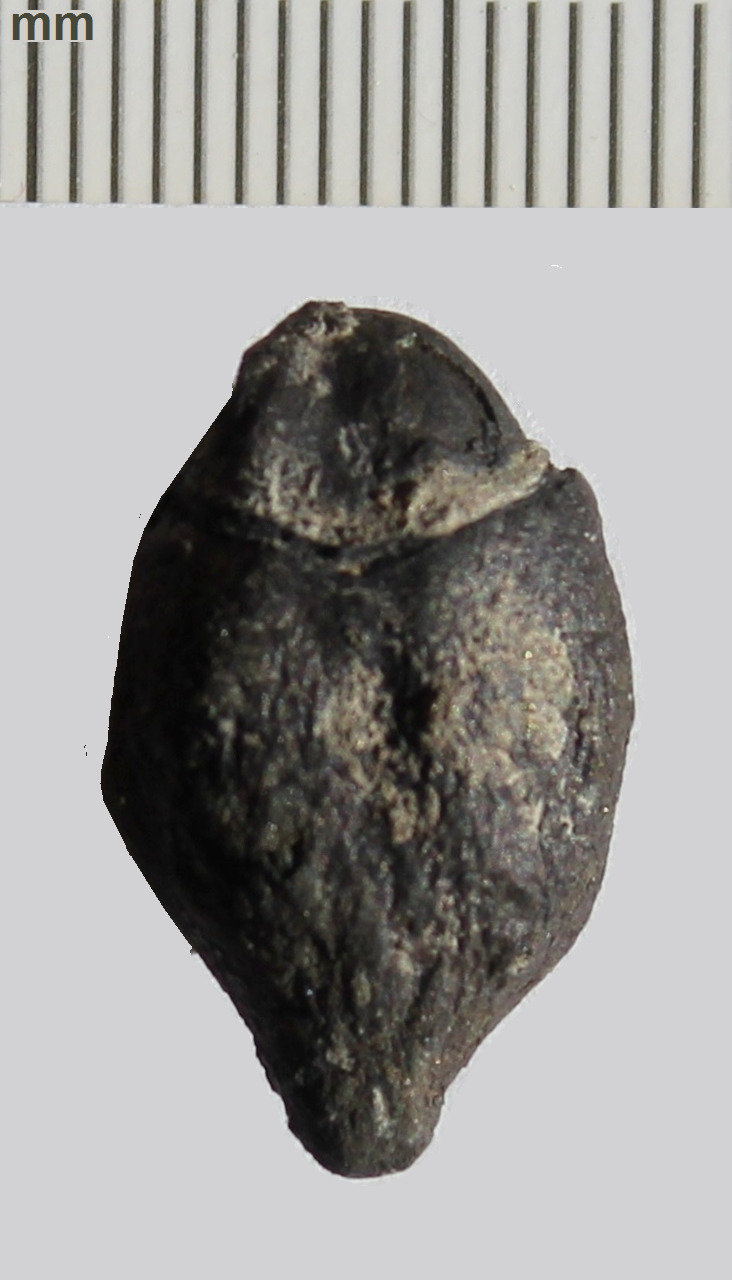
Окотея сп. фрукты, лавровые
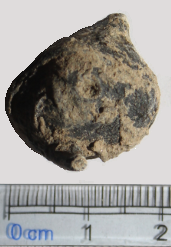
Авиценна сп. фрукты, акантовые
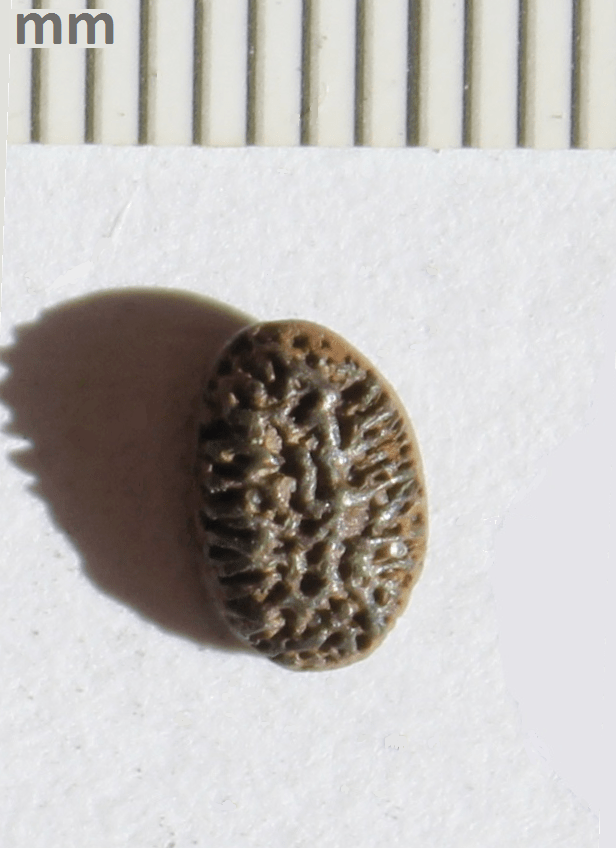
Иоды зр. семена, Icacinaceae
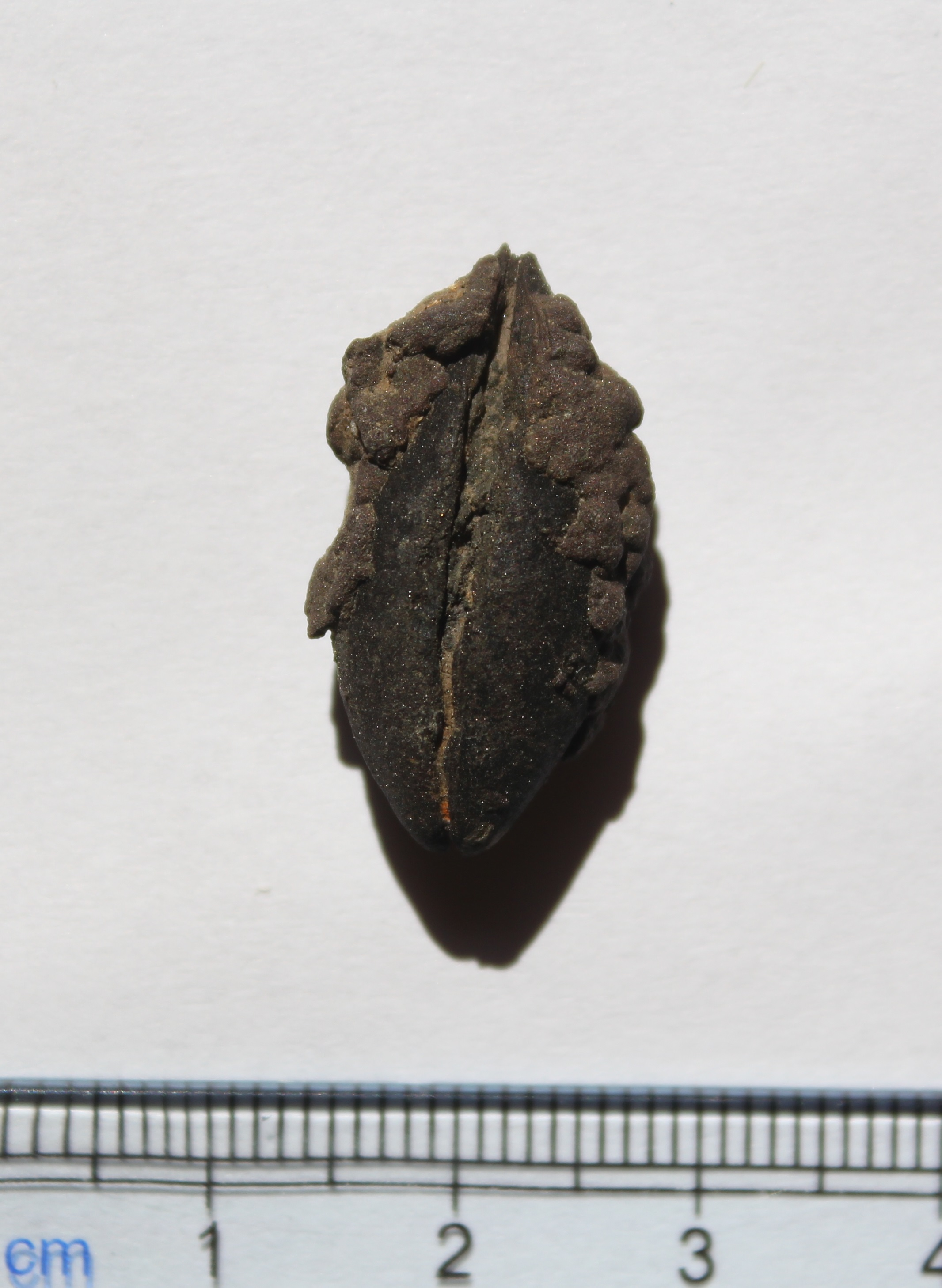
Мастикия сп. семена, Ниссовые
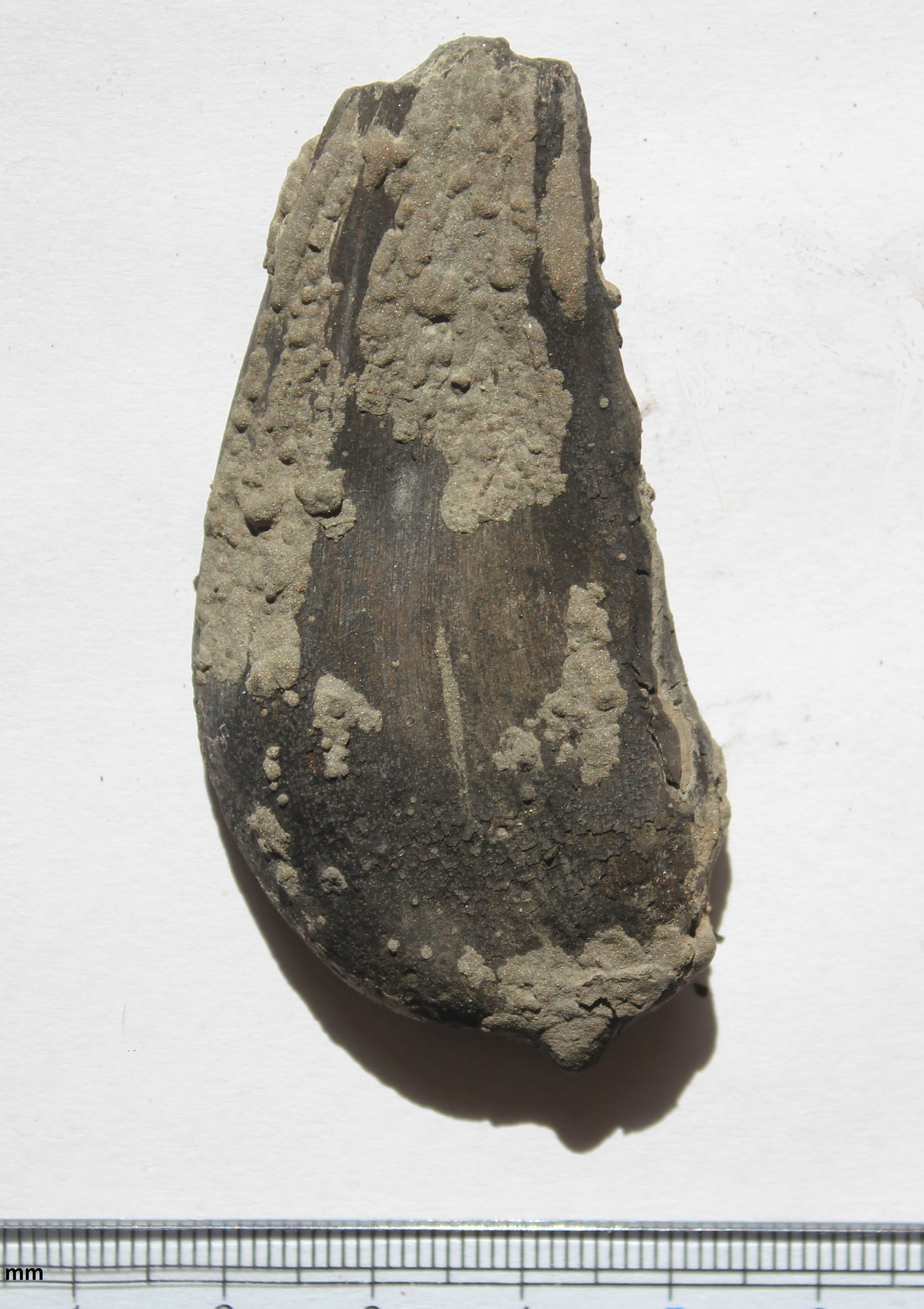
Нипа сп. фрукты, арековые